# Jacques-Alexis Francheteau de La Glaustière
Jacques-Alexis Francheteau de La Glaustière est un homme politique français né le 18 juin 1731 à Legé et décédé le 25 septembre 1815 à Nantes.

## Biographie
Avocat en parlement, il est élu député du tiers aux états généraux de 1789 par les marches communes du Poitou et de la Bretagne. Le gouvernement consulaire le nomme juge au tribunal civil de Nantes le 12 floréal an VIII.

## Sources
- « Jacques-Alexis Francheteau de La Glaustière », dans Adolphe Robert et Gaston Cougny, Dictionnaire des parlementaires français, Edgar Bourloton, 1889-1891 [détail de l’édition]